# Odd Tommelstad Sr
Odd Tommelstad, född den 6 januari 1929 i Haugesund, Norge, död den 3 februari 2012 i Göteborg, var en författare.
Tommelstad föddes och växte upp i Haugesund, där han bland annat utbildade sig till silver- och guldsmed. Han kom till Sverige i början av 1950-talet, där han läste på GTI i Göteborg och utbildade sig till ingenjör med inriktning på kemi. Han började arbeta som kemist för Kodak, drev senare en egen firma och avslutade sitt arbetsliv på Hasselblad, bland annat som redaktör för kundtidningen Hasselblad forum. Som författare skrev Tommelstad ett 15-tal böcker.
Tommelstad var gift med Gunvor och de hade sonen Odd jr, född 1959.